# René Matte (homme politique)
Pour les articles homonymes, voir René Matte et Matte.
René Matte (né le 11 février 1935 et mort le 21 février 2016) est un professeur et homme politique fédéral du Québec.

## Biographie
Né à Saint-Casimir dans la région de la Capitale-Nationale.
Il est impliqué avec son frère Jean-Paul, alors qu'il est instituteur, dans le démantèlement de la statue de Wolfe à Québec en 1963.  Il devient député du Ralliement créditiste en 1968. Il fut député du Parti Crédit social du Canada en 1972 et en 1974.
Son père Alphonse J Matte est mort fin 1972 dans un accident de voiture impliquant Luc Desmarais.
En 1976, Matte se présente comme candidat pour briguer la chefferie du Crédit social. Il proposa de diviser le Canada en cinq régions autonome formant une confédération plus souple. Il termina deuxième derrière le fédéraliste André-Gilles Fortin après que bon nombre de députés créditistes aient déclaré vouloir quitter le parti si Matte remportait la course. D'abord candidat dans une autre course à la chefferie en 1978, mais décide abruptement de quitter le parti après que l'exécutif décide que la convention aurait lieu à Winnipeg. Le chef intérimaire, Charles-Arthur Gauthier, statue que Matte fut expulsé pendant 18 mois du Crédit social après avoir refusé de suivre la discipline de parti.
Tentant d'être réélu en tant que candidat indépendant en 1979, il fut défait par le libéral Michel Veillette. Matte est à nouveau défait, à titre de candidat du Nouveau Parti démocratique, par Veillette en 1980.